# Ron Judkins
Ronald Judkins (Little Rock, 1953) è un tecnico del suono statunitense, vincitore di due premi Oscar al miglior sonoro su cinque candidature.
Si è aggiudicato, inoltre, il premio BAFTA al miglior sonoro per il film Schindler's List - La lista di Schindler nel 1994.

## Filmografia parziale
- I magnifici sette nello spazio (Battle Beyond the Stars), regia di Jimmy T. Murakami e Roger Corman (1980)
- Saturday the 14th, regia di Howard R. Cohen (1981)
- Longshot, regia di E.W. Swackhamer (1981)
- La casa di Mary (Superstition), regia di James W. Roberson (1982)
- The Being, regia di Jackie Kong (1983)
- Voyage of the Rock Aliens, regia di James Fargo e Bob Giraldi (1984)
- Dimensione inferno (Purple Hearts), regia di Sidney J. Furie (1984)
- Con le buone maniere si ottiene tutto (Bad Manners), regia di Robert Houston (1984)
- Il ritorno dei morti viventi (The Return of the Living Dead), regia di Dan O'Bannon (1985)
- Bad Guys, regia di Joel Silberg (1986)
- Accadde in paradiso (Made in Heaven), regia di Alan Rudolph (1987)
- Armato per uccidere (The Killing Time), regia di Rick King (1987)
- The Moderns, regia di Alan Rudolph (1988)
- Fuori dal tunnel (Clean and Sober), regia di Glenn Gordon Caron (1988)
- Galeotti sul pianeta Terra (Doin' Time on Planet Earth), regia di Charles Matthau (1988)
- Essi vivono (They Live), regia di John Carpenter (1988)
- Una pallottola spuntata (The Naked Gun), regia di David Zucker (1988)
- Drugstore Cowboy, regia di Gus Van Sant (1988)
- Dad - Papà (Dad), regia di Gary David Goldberg (1989)
- Aracnofobia (Arachnophobia), regia di Frank Marshall (1990)
- Hook - Capitan Uncino (Hook), regia di Steven Spielberg (1991)
- Il grande volo (Radio Flyer), regia di Richard Donner (1992)
- Toys - Giocattoli (Toys), regia di Barry Levinson (1992)
- Jurassic Park, regia di Steven Spielberg (1993)
- Schindler's List - La lista di Schindler (Schindler's List), regia di Steven Spielberg (1993)
- Baby Birba - Un giorno in libertà (Baby's Day Out), regia di Patrick Read Johnson (1994)
- Miracolo nella 34ª strada (Miracle on 34th Street), regia di Les Mayfield (1994)
- Congo, regia di Frank Marshall (1995)
- Phenomenon, regia di Jon Turteltaub (1996)
- American Buffalo, regia di Michael Corrente (1996)
- Il mondo perduto - Jurassic Park (The Lost World: Jurassic Park), regia di Steven Spielberg (1997)
- Amistad, regia di Steven Spielberg (1997)
- Salvate il soldato Ryan (Saving Private Ryan), regia di Steven Spielberg (1998)
- Psycho, regia di Gus Van Sant (1998)
- A.I. - Intelligenza artificiale (A.I. Artificial Intelligence), regia di Steven Spielberg (2001)
- Ubriaco d'amore (Punch-Drunk Love), regia di Paul Thomas Anderson (2002)
- Minority Report, regia di Steven Spielberg (2002)
- Prova a prendermi (Catch Me If You Can), regia di Steven Spielberg (2002)
- Peter Pan, regia di P. J. Hogan (2003)
- The Terminal, regia di Steven Spielberg (2004)
- La guerra dei mondi (War of the Worlds), regia di Steven Spielberg (2005)
- Indiana Jones e il regno del teschio di cristallo (Indiana Jones and the Kingdom of the Crystal Skull), regia di Steven Spielberg (2008)
- Le avventure di Tintin - Il segreto dell'Unicorno (The Adventures of Tintin: The Secret of the Unicorn), regia di Steven Spielberg (2011)
- Lincoln, regia di Steven Spielberg (2012)
- Chef - La ricetta perfetta (Chef), regia di Jon Favreau (2014)
- McFarland, USA, regia di Niki Caro (2015)
- Il libro della giungla (The Jungle Book), regia di Jon Favreau (2016)
- Il GGG - Il grande gigante gentile (The BFG), regia di Steven Spielberg (2016)

## Riconoscimenti
Premio Oscar
- 1994 - Candidato al miglior sonoro per Schindler's List - La lista di Schindler[1]
- 1994 - Miglior sonoro per Jurassic Park[1]
- 1999 - Miglior sonoro per Salvate il soldato Ryan[2]
- 2006 - Candidato al miglior sonoro per La guerra dei mondi[3]
- 2013 - Candidato al miglior sonoro per Lincoln[4]

Premio BAFTA
- 1994 - Candidato al miglior sonoro per Jurassic Park[5]
- 1994 - Candidato al miglior sonoro per Schindler's List - La lista di Schindler[5]
- 1999 - Miglior sonoro per Salvate il soldato Ryan[6]